# Glycaspis imponens
Glycaspis imponens är en insektsart som beskrevs av Moore 1961. Glycaspis imponens ingår i släktet Glycaspis och familjen rundbladloppor. Inga underarter finns listade i Catalogue of Life.